# دومینگو هیندویان
دومینگو گارسیا هیندویان (متولد کاراکاس، ۱۵ فوریه ۱۹۸۰) رهبر ارکستر و نوازنده ویولن ارمنی-ونزوئلایی است.

## زندگی‌نامه
هیندویان در ۱۵ فوریه ۱۹۸۰ در کاراکاس به دنیا آمد. پدرش دومینگو گارسیا، ویولونیست ونزوئلایی و رئیس سابق ارکستر سمفونیک ونزوئلا، و مادرش، ویکی هیندویان، یکی از نمایندگان پارلمان ملی ونزوئلا است. هیندویان از طریق مادرش که در حلب، سوریه به دنیا آمده است، دارای‌تبار ارمنی است. او تحصیلات عالی موسیقی خود را به عنوان نوازنده ویولن و عضو برنامه آموزشی موسیقی ونزوئلایی ال سیستما آغاز کرد. او مدرک کارشناسی ارشد خود را در رهبری ارکستر از دانشکده عالی موسیقی ژنو با بالاترین افتخار از لورنت گی دریافت کرد. در سال ۲۰۱۲، او به آکادمی بین‌المللی رهبری آلیانتس دعوت شد، جایی که با ارکستر فیلارمونیک لندن و ارکستر فیلارمونیا زیر نظر رهبران ارکستر اِسا-پکا سالونن و سر اندرو دیویس همکاری کرد. او در مسترکلاس‌ها و کارگاه‌های آموزشی با برنارد هایتینک، دیوید زینمن و عیسی لوپز کُبُس شرکت کرده است.
در سال ۲۰۱۳، هیندویان به عنوان اولین دستیار رهبر ارکستر دانیل بارنبویم در اپرای دولتی برلین منصوب شد. او در ژانویه ۲۰۱۸ اولین اجرای خود را در اپرای متروپولیتن نیویورک انجام داد. سایر اجراهای او در فصل ۲۰۱۸–۲۰۱۷ شامل حضور در اپرای اشتوتگارت با اجرای توسکا اثر جاکومو پوچینی و در اپرای مونته کارلو با اجرای ای پوریتانی اثر وینچنتزو بلینی بود.
در ژوئن ۲۰۱۹، هیندویان اولین اجرای میهمان خود را با فیلارمونیک لیورپول (RLPO) انجام داد. او در سپتامبر ۲۰۱۹ به عنوان رهبر ارکستر مهمان ارکستر سمفونیک رادیو ملی لهستان منصوب شد. در ژوئن ۲۰۲۰، فیلارمونیک لیورپول اعلام کرد که هیندویان به عنوان رهبر ارکستر اصلی بعدی آن از فصل ۲۰۲۲–۲۰۲۱ فعالیت خواهد کرد. این انتصاب اولین پست رهبری اصلی او بود. در همکاری با RLPO، هیندویان در سپتامبر ۲۰۲۱ در پرامز اولین اجرای خود را انجام داد. در ژوئیه ۲۰۲۳، RLPO تمدید قرارداد هیندویان به عنوان رهبر ارکستر اصلی تا ژوئیه ۲۰۲۸ را اعلام کرد.
هیندویان همچنین در تلاش است تا موسیقی کلاسیک را به جوانان و عموم مردم نزدیک‌تر کند و آن‌ها را به دنیای زیبای موسیقی معرفی نماید. او معتقد است که موسیقی می‌تواند پل ارتباطی بین فرهنگ‌ها و اقوام مختلف باشد و به تقویت درک و همکاری بین‌المللی کمک کند. از این رو، او در پروژه‌ها و برنامه‌های فرهنگی متعددی شرکت می‌کند و نقش فعالی در ارتقاء هنر و فرهنگ ایفا می‌کند.
دومینگو هیندویان در طول دوران حرفه‌ای خود با ارکسترهای مختلفی همکاری کرده و تجربه‌های متنوعی را کسب کرده است. هیندویان علاوه بر فعالیت‌های هنری خود، به آموزش و تربیت نسل جدیدی از نوازندگان و رهبران ارکستر نیز توجه ویژه‌ای دارد و در برنامه‌ها و کارگاه‌های آموزشی مختلف شرکت می‌کند تا تجربیات و دانش خود را با دیگران به اشتراک بگذارد.
هیندویان با خوانندهٔ سوپرانو سونیا یونچوا ازدواج کرده است. این زوج دو فرزند دارند، یک پسر به نام متئو که در ۶ اکتبر ۲۰۱۴ به دنیا آمد و یک دختر به نام صوفیا که در اکتبر ۲۰۱۹ به دنیا آمد. خانواده در کانتون وو، سوئیس اقامت دارند.